# Élection gouvernorale de 2022 à Hawaï
L'élection gouvernorale de 2022 à Hawaï a lieu le 8 novembre 2022. 
Le gouverneur démocrate sortant David Ige a été élu en 2014 et réélu en 2018. Il ne peut pas se représenter.
Des élections primaires ont eu lieu le 19 juillet. Le Lieutenant-gouverneur de l'État, Josh Green a remporté l'investiture démocrate face au représentant Kai Kahele et à Vicky Cayetano, femme de l'ancien gouverneur de l'État Ben Cayetano. James Aiona, ancien Lieutenant-gouverneur de l'État et déjà candidat en 2010 et en 2014 a remporté l'investiture républicaine. Green est largement favori, dans cet État très démocrate.
Green est largement élu gouverneur de l'État. 

## Résultats
| Candidats                | Candidats   | Partis      | Voix    | %    |
| ------------------------ | ----------- | ----------- | ------- | ---- |
|                          | Josh Green  | Démocrate   | 259 901 | 63,2 |
|                          | James Aiona | Républicain | 151 258 | 36,8 |
|                          |             |             |         |      |
| Votes valides            |             |             |         |      |
| Votes blancs et nuls     |             |             |         |      |
| Total                    |             |             |         |      |
| Abstention               |             |             |         |      |
| Inscrits / participation |             |             |         |      |